# Kommunalvalget i Varde Kommune 2021
Kommunalvalget i Varde Kommune 2021 afholdtes som del af Kommunal- og regionsrådsvalg 2021 tirsdag d. 16. november 2021. Der skulle vælges 25 medlemmer af byrådet, hvilket betyder, at der skal 13 mandater til at danne flertal. Valget afholdtes i 23 stemmeområder, hvor der i alle områder åbnedes for valget kl. 8.00 på valgdagen. Den siddende borgmester Erik Buhl Nielsen genopstillede ikke til dette kommunalvalg og der skulle derfor vælges ny borgmester. Venstre stillede med Mads Sørensen som spidskandidat og dermed kandidat til borgmesterposten, hvilket han fik efter valget, selvom han kun blev den med næstflest personlige stemmer efter Socialdemokratiets Søren Laulund.
Venstre har i hele nuværende Varde Kommunes levetid siddet på borgmesterposten med absolut flertal på nær perioden fra valget i 2017 og til oktober 2020, hvor Tina Agergaard Hansen fra Dansk Folkeparti skiftede til Venstre. Dette flertal holdt dog ikke efter 2021-valget, hvor Venstre kun fik 39,1% af stemmerne og dermed opnåede 10 mandater. Højdespringeren stemmemæssigt var Konservative, der gik frem med 4 mandater, hvilket også stemmer overens med den landspolitiske valgvind, hvor Konservative var gået meget frem i meningsmålingerne siden kommunalvalget i 2017.

## Baggrund
Kommunalvalget afholdes samtidigt med kommunalvalg i de øvrige 97 kommuner i landet og samtidig med Regionsrådsvalget i Region Syddanmark og de øvrige regioner. Det bliver altså muligt at stemme ved to valg på samme tid.
Som følge af at Erik Buhl Nielsen ikke genopstiller valgte Venstre i Varde i januar 2021 ny spidskandidat for partiet. Valget af Mads Sørensen blev efterfølgende diskuteret i hele Venstre, da der var beskyldninger om, at virksomhedsejere havde købt medlemskaber til deres ansatte for at kunne påvirke afstemningen. Da Buhl Nielsen ikke genopstiller, skal der vælges en ny borgmester, og Venstre får denne gang ikke gavn af borgmestereffekten. Ved sidste valg trak Buhl Nielsen godt 20 procent af stemmerne med 2.426 personlige stemmer, mens den nye kandidat Mads Sørensen som nummer 8 på listen kun fik 452 stemmer.
Mange af kandidaterne på listerne var partihoppere, der siden de blev valgt ind ved kommunalvalget i 2017 havde skiftet parti.

## Opstillede partier
Det Konservative Folkeparti, Kristendemokraterne, Borgergruppen, Dansk Folkeparti, Nye Borgerlige og Liberal Alliance havde meldt ud, at de gik i valgforbund sammen, men efter Borgergruppen opløste sig selv, da de to politikere, der repræsenterede partiet i byrådet blev ekskluderet er Borgergruppen ikke længere i valgforbundet. SF og Enhedslisten er også gået i valgforbund. Partierne går i forbund for at minimere stemmespild.
Den endelige kandidatliste er offentliggjort med 13 lister og i alt 91 kandidater.
- Socialdemokratiet (A) stiller ligesom ved valget i 2017 op med spidskandidat og borgmesterkandidat Søren Laulund.
- Radikale Venstre (B) stiller op med Holger Grumme Nielsen, der har været partiets repræsentant i byrådet i den seneste periode, som spidskandidat.[7]
- Konservative (C) stiller op med spidskandidat Steen Holm Iversen,[8] der ved valget i 2017 var spidskandidat for Liberal Alliance. Det sker efter tidligere spidskandidat Niels Christiansen har meddelt, at han ikke genopstiller.[9]
- Nye Borgerlig (D) stiller op til valget med Anja Karlsson som spidskandidat.[10]
- E-Borgergruppen (E) stiller op til valget. Partiet vil ikke identificere sig som blå eller rød, men vil gå efter den enkelte sag.[11] Tom Arnt Thorup, der var valgt for Lokallisten 2017 og blev ekskluderet er spidskandidat for den nye liste.[5]
- SF (F) stiller op med Gunner Poulsen som spidskandidat og går i valgforbund med Enhedslisten, som ligesom SF ikke opnåede valg i 2017.[12]
- Liberal Alliance (I) stiller op til valget med Per Dueholm som spidskandidat.[10]
- Kristendemokraterne (K) stiller op til valget.[13] Inger Marie Kristensen, tidligere skoleleder på Sct. Jacobi Skole er spidskandidat.
- Lokallisten 2017 (L) stiller op og kæmper for landsbyerne.[14]
- Dansk Folkeparti (O) stiller op til valget med Jeremy Pedersen som spidskandidat.[15]
- Udviklingslisten (U) stiller op med Jens Nielsen og Flemming Bynge som ligestillede kandidater.[10] Nielsen og Bynge er begge centrale figurer i Udviklingsrådet for Varde By[5] og deres mærkesag er mere turisme til Varde.[16]
- Venstre (V) stiller op med spidskandidat og borgmesterkandidat Mads Sørensen. Nummer to på Venstres liste er VU i Vardes formand Alberte Højgaard.
- Enhedslisten (Ø) stiller op med en kandidat, Lene Falgreen.[10]

## Valgte medlemmer af byrådet
| Mandatnr. | Navn                   | Parti                       |
| --------- | ---------------------- | --------------------------- |
| 1         | Mads Sørensen          | Venstre                     |
| 2         | Steen Holm Iversen     | Det Konservative Folkeparti |
| 3         | Søren Laulund          | Socialdemokratiet           |
| 4         | Tina Agergaard Hansen  | Venstre                     |
| 5         | Henrik Vej Kastrupsen  | Det Konservative Folkeparti |
| 6         | Preben Friis-Hauge     | Venstre                     |
| 7         | Kent Ager              | Socialdemokratiet           |
| 8         | Kitty Gamkinn          | Det Konservative Folkeparti |
| 9         | Poul Burgaard          | Venstre                     |
| 10        | A.C. Hoxcer Nielsen    | Socialdemokratiet           |
| 11        | Connie Høj             | Venstre                     |
| 12        | Anja Karlsson          | Nye Borgerlige              |
| 13        | Per Thisted            | Venstre                     |
| 14        | Sandie Eis Ravn        | Socialdemokratiet           |
| 15        | Julie Gottschalk       | Dansk Folkeparti            |
| 16        | Sarah Andersen         | Venstre                     |
| 17        | Erhardt Jull           | Det Konservative Folkeparti |
| 18        | Peter Nielsen          | Venstre                     |
| 19        | Birgit Filskov         | Socialdemokratiet           |
| 20        | Lars Teglgaard         | Venstre                     |
| 21        | Heidi Bundgaard        | Det Konservative Folkeparti |
| 22        | Tine Toft              | Socialistisk Folkeparti     |
| 23        | Finn Ladegaard         | Socialdemokratiet           |
| 24        | Claus Brink            | Venstre                     |
| 25        | Inger Marie Kristensen | Kristendemokraterne         |

### Konstituering
Efter valget konstituerede den nye kommunalbestyrelse sig med Mads Sørensen (V) som borgmester, Søren Laulund (A) som 1. viceborgmester og Steen Holm Iversen (C) som 2. viceborgmester. Desuden blev udvalgsposterne uddelt, hvor det mest bemærkelsesværdige var, at 4 ud af 5 udvalgsformænd var kvinder.